# Personal Shopper
Personal Shopper ist ein Spielfilm von Olivier Assayas (Regie und Drehbuch) aus dem Jahr 2016. Die Hauptrolle spielt Kristen Stewart. Die französisch-deutsch-tschechisch-belgische Koproduktion wurde bei den Internationalen Filmfestspielen von Cannes 2016 uraufgeführt. Am 19. Januar 2017 kam der Film in die deutschen Kinos.

## Handlung
Maureen ist die persönliche Einkaufsassistentin des Supermodels Kyra in Paris. Dabei hat sie selbst reges Interesse an Mode, kann sich aber die Kleidung, von der sie umgeben ist, nicht leisten. Maureen wartet auf ein Zeichen aus dem Jenseits von ihrem kürzlich verstorbenen Zwillingsbruder Lewis. Beide hielten sich für ein Medium und haben sich gegenseitig versprochen, nach dem Tod ein Zeichen zu senden. Maureen bleibt dafür alleine über Nacht in dem abgelegenen Haus von Lewis, hört aber nur ein paar verdächtige Geräusche. An einer Wand findet sie kreuzförmige Kratzer. Lara, die Lebenspartnerin von Lewis, spricht mit einem am Kauf interessierten Ehepaar über das Haus. Diese wollen aber sichergehen, dass das Haus nicht von Geistern heimgesucht wird. Als Maureen dazustößt, erwähnt die Ehefrau die Künstlerin Hilma af Klint, deren Bilder von Nachrichten aus dem Jenseits inspiriert sind. Später videotelefoniert Maureen mit ihrem Freund Gary, der momentan in Maskat im Oman arbeitet. Dieser bietet ihr an, zu ihm zu kommen, da sie ihren Job nicht leiden kann. Maureen lehnt das Angebot ab.
Als Maureen wieder zur Wohnung von Kyra muss, trifft sie Ingo, einen Liebhaber von Kyra. Er glaubt, sie wolle die Beziehung beenden, weil ihr Ehemann dies herausfinden könnte. Maureen geht zurück zum Haus von Lewis, um eine weitere Nacht dort zu verbringen. Die Wasserhähne in den Badezimmern öffnen sich auf unerklärliche Weise von selbst. Sie untersucht das Haus, findet ihre selbstgemalten Bilder kreuzförmig so wie die Kratzer an der Wand in Lewis’ Haus zerkratzt wieder und fühlt sich von einem Geist aufgeschreckt.
Maureen bekommt nun anonyme Handynachrichten, wobei sie sich nicht sicher ist, ob Lewis dahintersteckt. Sie wird durch eine Textnachricht aufgefordert, Kyras Kleider anzuziehen, was ihr eigentlich streng verboten ist. Dies tut Maureen auch und masturbiert auf dem Bett von Kyra. Zurück bei Lewis’ Haus sagt sie zu Lara, dass sich in dem Haus keine übernatürlichen Wesen mehr befänden. Lara erzählt Maureen von den spirituellen Praktiken von Victor Hugo in Jersey.
Der anonyme Nachrichtenschreiber lockt Maureen in ein Hotelzimmer, wo sie aber nur ein leeres Zimmer vorfindet. Als Maureen nun wieder zu Kyras Wohnung fährt, um Schmuck abzuliefern, findet sie Kyra tot im Badezimmer auf. Von der Polizei befragt, sagt Maureen, dass sie den Schmuck abgelegt habe. In ihrer Wohnung bemerkt sie aber, dass sich dort der Schmuck befindet. Sie bekommt weiter anonyme Nachrichten, diesmal mit der erneuten Aufforderung, in das Hotelzimmer zu kommen, wo sie einmal war. Mit dem Schmuck geht sie dahin. Am Hotel sieht man, wie sich Türen öffnen und schließen, als liefe eine unsichtbare Person hindurch. Danach sieht man, dass Ingo das Hotel verlässt, sich der Festnahme durch zwei Polizisten widersetzt. Später erfährt man, dass er die Tötung von Kyra gestanden habe.
Maureen beschließt zu Gary in den Oman zu gehen. Davor trifft sie sich noch mit Lara. Als Maureen alleine im Garten von Lara sitzt, erscheint im Hintergrund eine nicht klar zu erkennende Person, die ein Trinkglas in der Hand hält, im Fenster und der offen stehenden Tür der Küche. Die Person verschwindet und das Glas schwebt zunächst in der Luft, bis es auf den Boden fällt und zerspringt.
Bei Gary befindet sich Maureen alleine in einem Raum in den Bergen. Sie hört Geräusche und sieht ein schwebendes Glas. Auch dieses Glas fällt herunter und zerbricht. Maureen vermutet dahinter Lewis. Ihre Fragen an ihn werden jeweils mit einem dumpfen Geräusch beantwortet. Als Maureen fragt, ob es gar keine übernatürliche Erscheinung sei, sondern nur sie selbst, hört sie erneut einen dumpfen Schlag.

## Hintergrund
Die Produktionsfirmen hinter dem Film sind Vortex Sutra, Sirena Film, Detail Films, Arte France Cinéma und Arte Deutschland/WDR.
Olivier Assayas schrieb die Rolle von Maureen mit Kristen Stewart im Hinterkopf. Mit ihr hat er davor den Film Die Wolken von Sils Maria gedreht. Ihn interessierte an der Handlung die Spannung zwischen einem entfremdeten Tagesjob und den Träumen, die man daneben noch hat. Für ihn gab es die Parallele, einmal in der Modewelt in eine andere Welt entkommen zu wollen und andererseits mit der Kontaktaufnahme zum Jenseits Zuflucht in eine andere Welt zu finden. Außerdem schrieb er eine Figur, die sich mit ihrer eigenen Weiblichkeit auseinandersetzen muss und dies einen Umstand darstellt, den man nicht kontrollieren kann.
Die Dreharbeiten fingen am 27. Oktober 2015 in Paris an. Weitere Drehorte waren Prag, London und Oman.
In dem Film wird die Ausstellung von Hilma af Klint in Stockholm im Jahr 2013 erwähnt, wodurch ihre Werke allgemein bekannt wurden. So wie Maureen im Film, verstand sich Hilma af Klint als Medium zum Jenseits. Im Film schaut sich Maureen das Bild Die zehn Größten, Nr. 3 von ihr an.
Im Film wird auf Victor Hugo Bezug genommen, der in spirituellen Praktiken Kontakt mit dem Jenseits aufgenommen hat. Dies hat er in vier Notizbüchern protokolliert, wovon noch drei erhalten sind.
Der Film lief bei den Internationalen Filmfestspielen von Cannes 2016 im Wettbewerb um die Goldene Palme. Außerdem wurde der Film beim Toronto International Film Festival 2016 und beim New York Film Festival 2016 gezeigt.
Der Film kam am 14. Dezember 2016 in die französischen und am 19. Januar 2017 in die deutschen Kinos. Den internationalen Vertrieb bewerkstelligte mk2 films. Um den Verleih und die Vermarktung in Deutschland kümmerte sich Weltkino Filmverleih.

## Rezeption

### Kritiken
Auf Rotten Tomatoes hat der Filme eine Zustimmungsrate von 81 Prozent. Zusammenfassend soll der Film verschiedene tonale Veränderungen versuchen zu erreichen, was unterschiedlich erfolgreich sein soll. Die Leistung von Kristen Stewart soll unmöglich zu ignorieren sein.
Der Filmdienst gab dem Film 4 von 5 Sternen: „Der Psychothriller lotet Fetischismus, Geisterglauben und die Rolle des Fantastischen im Alltag aus und verdichtet sich zu einem archetypischen Porträt der Mittzwanziger aus dem reichen Westen.“ Bei epd Film erhielt der Film die maximale Bewertung: „Olivier Assayas verbindet in seinem neuen Film das Genre der Geistergeschichte mit einer Analyse unserer digitalen Gegenwart und ihrer geisterhaften Kommunikationsformen. Und er verschafft Kristen Stewart die bislang beste Rolle ihrer Kinokarriere.“ Ekkehard Knörer lobt in Die Tageszeitung die Darstellung der beruflichen Tätigkeit von Maureen: „Wo es in ,Die Wolken von Sils-Maria‘ um das forcierte Austragen einer scharfen Rivalität ging, da geht es in ,Personal Shopper‘ um die Unfähigkeit, Verbindung zu finden. Das ,Personal‘ des Titels zeigt eine Form von Besitz an, fast Leibeigentum. Diese Abhängigkeit produziert einen Körper und einen Geist, der sich nach anderen Beziehungen sehnt. Auf dieser merkwürdigen Ebene ist das ein kapitalismusanalytischer Film.“

### Auszeichnungen (Auswahl)
Internationale Filmfestspiele von Cannes 2016
- Beste Regie: Olivier Assayas
- Nominiert für die Goldene Palme

Online Film Critics Society Awards 2016
- Auszeichnung nicht US-amerikanischer Film

## Synchronisation
Die deutschsprachige Synchronisation entstand bei der TaunusFilm Synchron in Berlin nach einem Dialogbuch und unter der Dialogregie von Heike Kospach.
| Rolle   | Schauspieler         | Synchronsprecher   |
| ------- | -------------------- | ------------------ |
| Maureen | Kristen Stewart      | Annina Braunmiller |
| Ingo    | Lars Eidinger        | Lars Eidinger      |
| Kyra    | Nora Waldstätten     | Nora Waldstätten   |
| Erwin   | Anders Danielsen Lie | Till Endemann      |
| Lara    | Sigrid Bouaziz       | Anna Grisebach     |
| Gary    | Ty Olwin             | Konrad Bösherz     |